# Кубок Люксембургу з футболу 2013—2014
Кубок Люксембургу з футболу 2013–2014 — 89-й розіграш кубкового футбольного турніру в Люксембурзі. Титул здобув Діфферданж 03.

## Календар
| Раунд           | Дата                         | Матчі | Клуби    |
| --------------- | ---------------------------- | ----- | -------- |
| Перший раунд    | 1 вересня 2013               | 17    | 105 → 88 |
| Другий раунд    | 14-15 вересня 2013           | 16    | 88 → 72  |
| Третій раунд    | 6 жовтня 2013                | 22    | 72 → 50  |
| Четвертий раунд | 26-27 жовтня 2013            | 18    | 50 → 32  |
| 1/16 фіналу     | 29 листопада - 1 грудня 2013 | 16    | 32 → 16  |
| 1/8 фіналу      | 7-8 грудня 2013              | 8     | 16 → 8   |
| 1/4 фіналу      | 1 березня 2014               | 4     | 8 → 4    |
| 1/2 фіналу      | 7-8 травня 2014              | 2     | 4 → 2    |
| Фінал           | 23 травня 2014               | 1     | 2 → 1    |

## Регламент
Згідно з регламентом у перших чотирьох раундах грають клуби нижчих дивізіонів, клуби Національного футбольного дивізіону Люксембургу стартують з 1/16 фіналу. На всіх стадіях команди грають по одному матчу.

## 1/16 фіналу
| Команда 1            | Рахунок         | Команда 2           |
| -------------------- | --------------- | ------------------- |
| 29 листопада 2013    |                 |                     |
| ЦеБра 01 (3)         | 2:4             | Етцелла             |
| 30 листопада 2013    |                 |                     |
| Норден 02 (2)        | 0:2             | Діфферданж 03       |
| 1 грудня 2013        |                 |                     |
| Женесс (Бівер) (4)   | 0:2             | РМ Гамм Бенфіка     |
| Мюхленбах (2)        | 0:4             | Расінг              |
| Уніон 05 (2)         | 1:1 дч пен. 5:6 | Гревенмахер         |
| Мондорф-ле-Бен (2)   | 0:2             | Прогрес             |
| Вікторія Роспорт (2) | 2:2 дч пен. 6:7 | Вільц               |
| Авенір (3)           | 1:1 дч пен. 5:3 | Фола                |
| Петанж (2)           | 1:2             | Женесс (Еш)         |
| Атерт Біссен (3)     | 2:2 дч пен. 6:7 | Женесс (Канах)      |
| Гостерт (2)          | 1:5             | Кер'єнґ             |
| УНА Штрассен (2)     | 5:1             | Свіфт               |
| Ерпелданж (2)        | 1:3             | Рюмеланж            |
| Сандвайлер (2)       | 1:2             | Роданж 91 (2)       |
| Штайнфорт (3)        | 1:0             | Мінерва Лінтген (3) |
| Шувайлер (5)         | 0:7             | Ф91 Дюделанж        |

## 1/8 фіналу
| Команда 1        | Рахунок | Команда 2       |
| ---------------- | ------- | --------------- |
| 7 грудня 2013    |         |                 |
| Роданж 91 (2)    | 3:1     | Етцелла         |
| 8 грудня 2013    |         |                 |
| УНА Штрассен (2) | 2:1     | РМ Гамм Бенфіка |
| Штайнфорт (3)    | 0:3     | Расінг          |
| Авенір (3)       | 1:6     | Гревенмахер     |
| Рюмеланж         | 0:3     | Ф91 Дюделанж    |
| Женесс (Еш)      | 3:1     | Кер'єнґ         |
| Вільц            | 1:2     | Прогрес         |
| Діфферданж 03    | 4:3 дч  | Женесс (Канах)  |

## 1/4 фіналу
| Команда 1      | Рахунок | Команда 2        |
| -------------- | ------- | ---------------- |
| 1 березня 2014 |         |                  |
| Женесс (Еш)    | 5:0     | УНА Штрассен (2) |
| Роданж 91 (2)  | 1:2     | Ф91 Дюделанж     |
| Гревенмахер    | 3:4 дч  | Прогрес          |
| Діфферданж 03  | 1:0     | Расінг           |

## 1/2 фіналу
| Команда 1     | Рахунок | Команда 2     |
| ------------- | ------- | ------------- |
| 7 травня 2014 |         |               |
| Женесс (Еш)   | 0:2     | Діфферданж 03 |
| 8 травня 2014 |         |               |
| Ф91 Дюделанж  | 3:1     | Прогрес       |

## Фінал
| 23 травня 2014 20:30 (EEST) |

| Діфферданж 03                   | 2:0      | Ф91 Дюделанж |
| ------------------------------- | -------- | ------------ |
| Луїсі 45+1' Францоні 54' (пен.) | Протокол |              |

| Жозі Бартель, Люксембург Глядачів: 2 836 Арбітр: Франк Бурньон |